# Prosteka
Prosteka (łac. prostheca) − mały, ruchomy, płatkowaty, błoniasty i/lub szczeciniasty wyrostek położony u nasady żuwaczki u chrząszczy i innych owadów.
Może on sięgać w głąb gardzieli i uczestniczyć wówczas w przesuwaniu pokarmu.
U jętek położona jest pośrodku krawędzi żuwaczki, obok kinetodontium. Z główną częścią żuwaczki połączona jest szwem. Zwykle jest krótka i dystalnie podzielona na formujące pędzelek szczecinkowate wyrostki. Niekiedy ma formę pałeczkowatą o ząbkowanym wierzchołku.
Określany też jako lacinia mobilis, przy czym jest to błędne.